# Angiosarkom
Angiosarkom är en elakartad tumör av typen sarkom, när sarkomet uppkommer i mjukdelarnas blodkärl. Dess cancerceller bildas av endotelceller, eller av mesenchymala celler som bildar blodkärl. Angiosarkom är en förhållandevis ovanlig tumörtyp, men är en av de tumörer som har sämst prognos. 1 procent av alla fall av sarkom i mjukdelar är angiosarkom.
Angiosarkom kan indelas i kutant angiosarkom och subkutant angiosarkom. Kutant angiosarkom innebär att tumören uppkommer som hudcancer, vilket är det vanligaste. Subkutant angiosarkom uppkommer oftast som bröstcancer, levercancer, cancer i mjälten, hjärtcancer, men kan uppkomma i andra organ. Bröstcancer  utgör 8 procent av samtliga fall av angiosarkom.
Cancercellerna i angiosarkom invaderar snabbt omgivande vävnad och förökar sig hastigt. När tumören växer, bildar den nya blodkärl. Eftersom de bildar blodkärl, kan de metastasera snabbt.
Tumören uppkommer antingen spontant eller till följd av radioterapi. Riskfaktorer innefattar också miljögifter och kroniskt lymfödem.